# Hans Gaffron
Hans Gaffron (* 17. Mai 1902 in Lima, Peru; † 18. August 1979 in Falmouth, Massachusetts) war ein deutschstämmiger Biochemiker. Er war der Sohn des deutschen Arztes Eduard Gaffron und dessen Frau Hedwig von Gevekot.
Er studierte in Berlin; sein Doktorvater war Wilhelm Traube. Gaffron war einer der herausragendsten Experten der Photosynthese und der biochemischen Prozesse des pflanzlichen Metabolismus. Eine seiner potentiell wichtigsten Leistungen war die Entdeckung der wasserstoffproduzierenden Eigenschaften der Grünalge in einer von Stickstoff isolierten Umgebung. Diese Entdeckung (Wasserstoffbioreaktor) könnte heute dazu verwendet werden, um Wasserstoff als Energieträger zu erzeugen, und wird daher weltweit von Forschungseinrichtungen untersucht.

## Werke
- Research in photosynthesis. New York, Interscience Publ., 1957. OCLC 252395040
- Photosynthesis. Boston, Heath, 1965. OCLC 3038933